# 亞布盧尼夫卡 (布斯克區)
50°0′43″N 24°36′17″E / 50.01194°N 24.60472°E

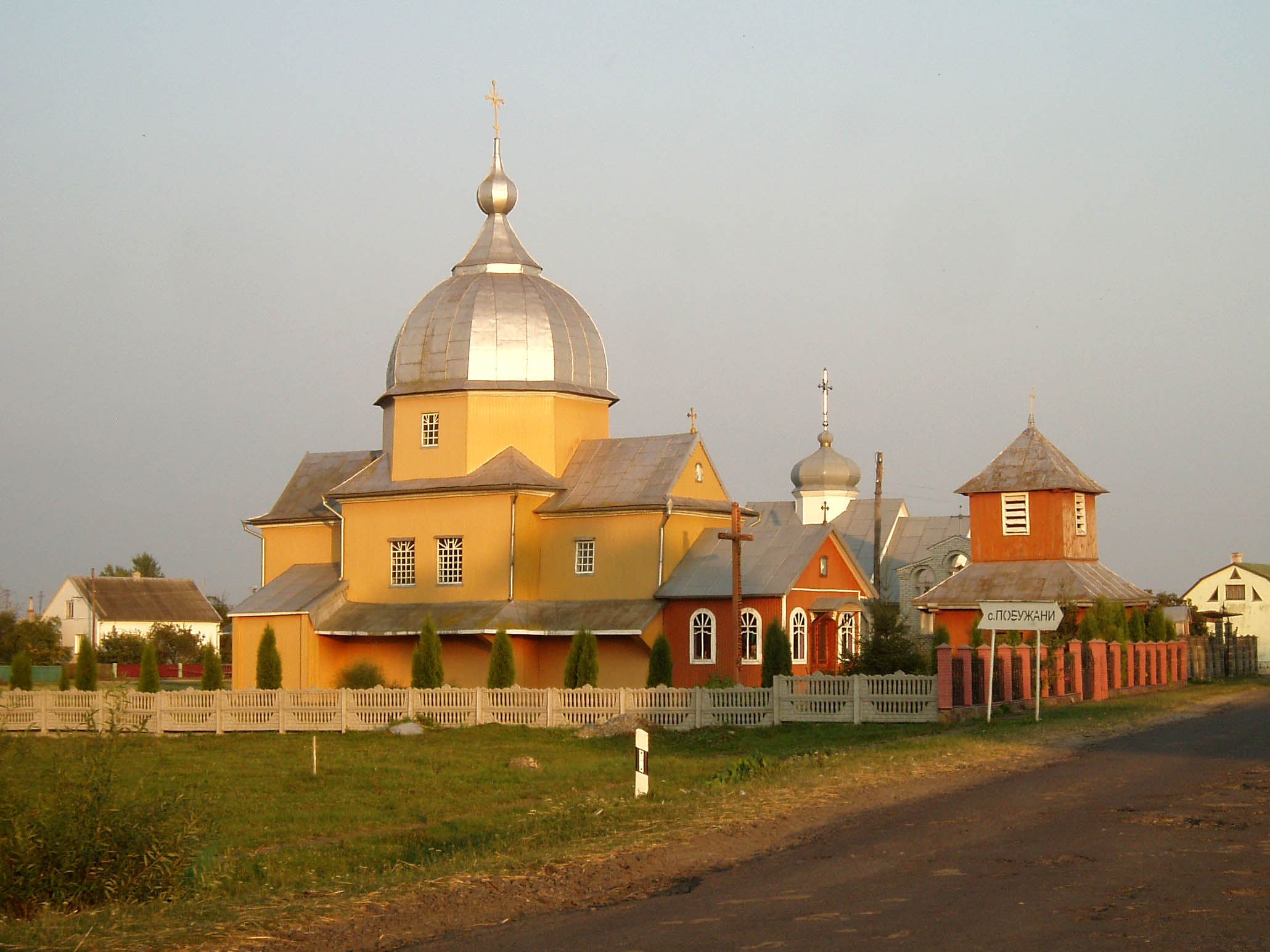
亚布卢尼夫卡风光

亞布盧尼夫卡（烏克蘭語：Яблунівка），是烏克蘭西部的村莊，隸屬利維夫州的佐洛奇夫區。該村面積3.22平方公里，海拔高度219米，2001年人口772，人口密度每平方公里240.05人。